# Tizac-de-Curton
Tizac-de-Curton (okzitanisch Tisac de Curton) ist eine südwestfranzösische Gemeinde mit 376 Einwohnern (Stand 1. Januar 2022) im Département Gironde in der Region Nouvelle-Aquitaine.

## Lage
Der Ort Tizac-de-Curton ist etwa 16 Kilometer (Fahrtstrecke) in südlicher Richtung  von Libourne und etwa 15 Kilometer in südwestlicher Richtung von Saint-Émilion entfernt; er liegt in einer Höhe von etwa 60 Metern ü. d. M. am Flüsschen Canaudonne. Die Großstadt Bordeaux befindet sich ca. 30 Kilometer westlich.

## Bevölkerungsentwicklung
| Jahr      | 1962 | 1968 | 1975 | 1982 | 1990 | 1999 | 2006 | 2017 |
| Einwohner | 228  | 201  | 219  | 261  | 309  | 297  | 282  | 330  |

Im 19. Jahrhundert hatte die Gemeinde meist zwischen 250 und 350 Einwohner. Die Reblauskrise sowie die zunehmende Mechanisierung der Landwirtschaft führten in der zweiten Hälfte des 19. und in der ersten Hälfte des 20. Jahrhunderts zu einem allmählichen Absinken der Einwohnerzahlen bis auf die Tiefststände in den 1880er Jahren. Wegen der relativen Nähe zur Großstadt Bordeaux und den auf dem Lande deutlich niedrigeren Immobilienpreisen ist in den letzten Jahrzehnten wieder ein leichter Anstieg der Bevölkerungszahlen zu verzeichnen.

## Wirtschaft
Tizac-de-Curton lebte jahrhundertelang von der Landwirtschaft, zu der auch der Weinbau gehörte, der heute die größten Anbauflächen der Gemeinde einnimmt und über die Appellationen Bordeaux (AOC), Bordeaux Supérieur (AOC) und Entre-deux-mers (AOC) vermarktet wird. Aber auch der Tourismus in Form der Vermietung von Ferienwohnungen (gîtes) trägt zu den Einnahmen der Gemeinde bei.

## Geschichte
Einige Heimatforscher sehen den Ursprung des Ortsnamens in der lateinischen Ortsbezeichnung Titiacum, die auf den römischen oder gallorömischen Namen Titus zurückzuführen ist. Im Mittelalter gehörte der Ort zur Grundherrschaft (seigneurie) des gut einen Kilometer südlich gelegenen Château de Curton.

## Sehenswürdigkeiten

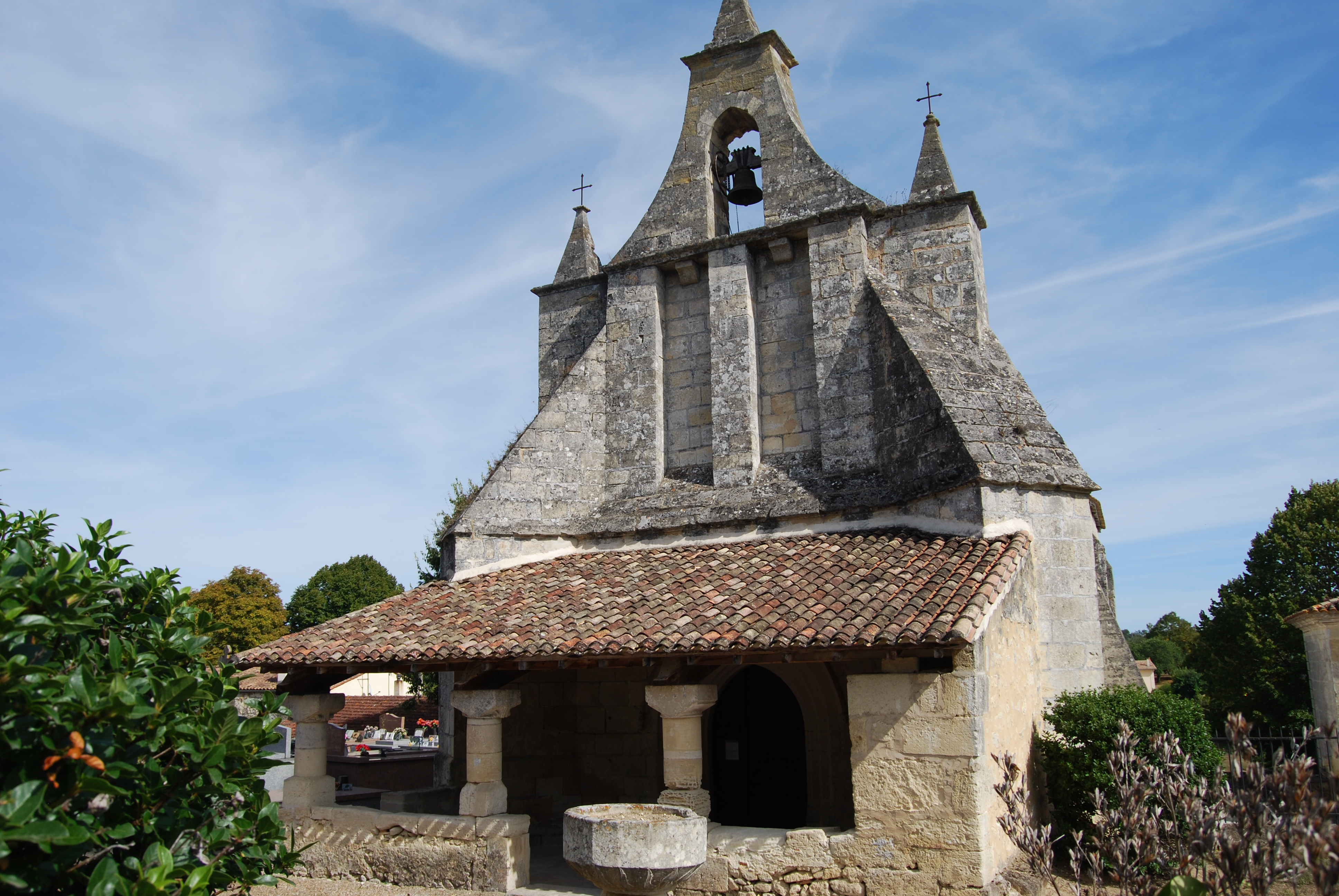
Kirche Notre-Dame

- Die spätromanische Pfarrkirche Notre-Dame stammt aus dem 13. Jahrhundert; das Alter der Vorhalle ist umstritten, denn die Säulentrommeln und Kapitelle scheinen wiederverwendet zu sein. Der kleine, seitlich geschwungene Glockengiebel und die pyramidenförmigen Begleittürmchen stammen aus der Barockzeit. Das Portal selbst ist kapitelllos, was auf eine späte Entstehungszeit (14./15. Jahrhundert) hindeutet. Die Apsis wurde im 15. Jahrhundert mit einem spätgotischen Rippengewölbe versehen, das auf älteren romanischen Mauern aufruht; das Kirchenschiff mit seinen originellen seitlichen Konsolen (Foto → Weblink) ist dagegen  tonnengewölbt. Der Kirchenbau ist seit 1925 als Monument Historique anerkannt.[1]
- Das Château de Curton (44° 48′ 43″ N, 0° 15′ 4″ W) liegt heute auf dem Gebiet der Nachbargemeinde Daignac.